# Декаданс

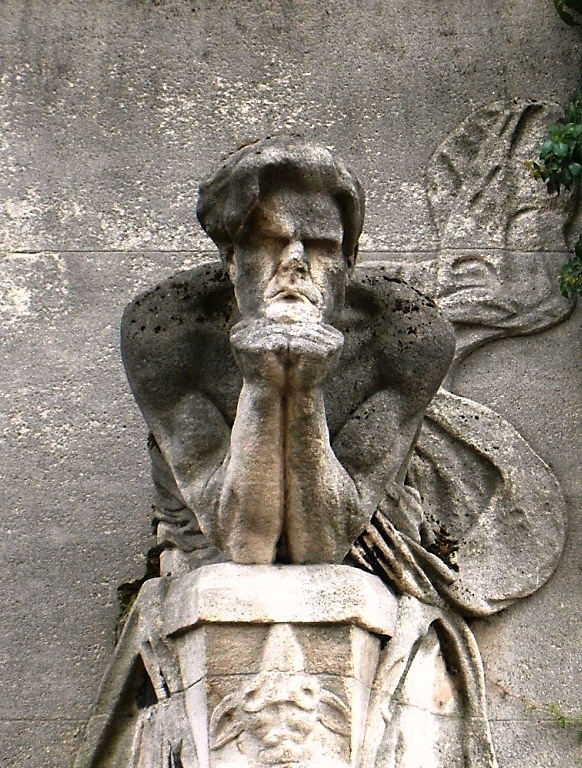
Почесне, але порожнє поховання поета декадента Шарля Бодлера на цвинтарі Монпарнас.

Декаданс (від лат. cadere «падіння», «тонути», фр. décadence «занепад») — загальна назва кризових явищ у мистецтві та культурі кінця ХІХ — початку ХХ століть.
Період декадансу позначений настроями безнадії, розчарування, занепадом життєвих сил, естетизмом.
Декаданс як конкретно-історичний факт постав у другій половині XIX ст., зокрема у Франції, де вперше було застосовано цей термін на позначення нових художніх тенденцій, які заперечували позитивістські доктрини у мистецтві, ілюзорний академізм, жорсткі міметичні нормативи у творчій практиці тощо, трактовані як прояв «присмеркової доби», коли дійсність, втиснена у абсолютизовані схеми раціоналізму, втрачала свій зміст. Відтак митці закликалися до подолання кризової ситуації, до створення нових естетичних та етичних цінностей, які випливали б з основ тогочасної, ще досить молодої «філософії життя», яка реабілітувала не просто ірраціональні принципи, а й критерій єдності світу. В цьому аспекті представники декадансу були близькі до символістів.
Однак марно було б шукати чистого декадансу, значно продуктивніше вбачати його елементи у творчості конкретного письменника (естетизація потворного у Шарля Бодлера, естетизм в Оскара Вайлда, підкреслений індивідуалізм в Августа Стріндберга, аморалізм у Михайла Арцибашева чи Володимира Винниченка та ін.).
Накладання смислового значення декадансу на артистизм призвело до непорозуміння між Іваном Франком та Василем Щуратом, який у статті «Літературні портрети. Іван Франко» відзначив високий естетичний рівень збірки «Зів'яле листя», але поет, вихований на принципах оптимізму, сприйняв таку оцінку як звинувачення у декадансі.
Водночас слід обережно виводити філософські джерела декаденсу з «філософії життя», як, приміром, із теорії Фрідріха Ніцше, який у своєму запереченні закостенілої офіційної моралі та здеградованого християнства апелював до сильної, здорової людини, розглядав своє вчення як протест проти загального занепаду культури та людства. На жаль, декаданс, керуючись такими ж настановами, мимоволі сам переймався хворобливими симптомами «кінця віку», що не могло не позначитися на творчості самих митців.

## Історія виникнення терміна
Ідею декадансу ведуть з XVIII століття від письменника Шарля Луї де Монтеск'є (1689—1755) та письменника Дезіре Нісарда. Термін сподобався і був використаний уже в XIX столітті в несхвальному значенні проти письменника Віктора Гюго і представників романтизму в мистецтві Франції. Публіку шокували і дратували полотна художників Жеріко, Делакруа чи революційні моменти в літературі Гюго. Несхвальний термін реакційної французької критики перестав вважатися несхвальним у нового покоління літераторів-романтиків (Теофіль Готьє, Шарль Бодлер), які використали термін декаданс як ознаку честі, своєї відокремленості від «банального прогресу».
Дослідники вважають декаданс в літературі перехідним етапом між романтизмом початку XIX століття і модернізмом початку XX ст.
Виникнення терміна спонукало віднести до нього явища в мистецтві як в давній історії (пізня література Римської імперії), так і деякі явища в мистецтві ХХ століття (поезія Йосипа Бродського).

## Головні представники

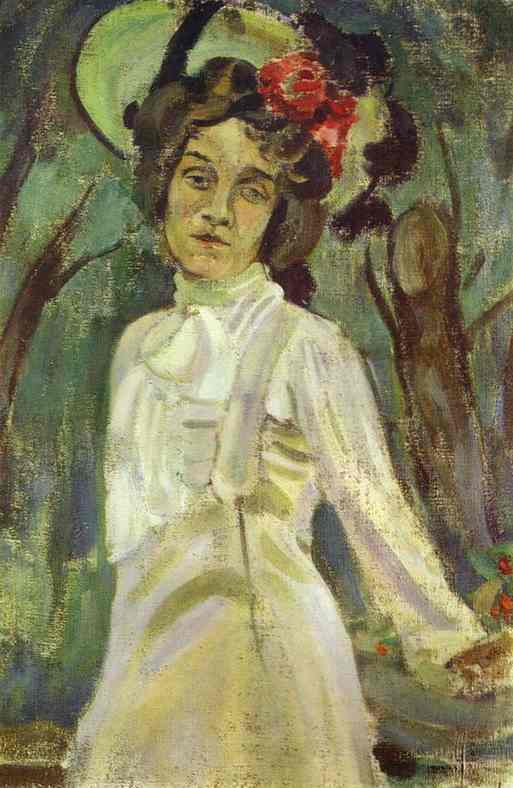
Худ. Борисов-Мусатов. Надія Станюкович, 1903 р.

Декаданс зачепив як літераторів, так і художників. До кола декадентів в образотворчому мистецтві Західної Європи і Росії відносять:
- Арнольда Бекліна (1827—1901)
- Макса Клінгера (1857—1920)
- частково Михайло Врубель (1827—1910)
- частково Віктор Борисов-Мусатов (1870—1905)
- Обрі Бердслі (1872—1898)
- Гюстава Моро (1826—1898)
- Франца фон Штука (1863—1928)
- Едварда Мунка (1863—1944)
- Фелісьєна Ропса (1833—1898)

Письменниками декадентами були:
- Оскар Вайлд (1854—1900, Британія)
- Поль Верлен (1844—1896, Франція)
- Шарль Бодлер (1821—1867, Франція)
- Моріс Метерлінк (1862—1949, Бельгія)
- Жоріс-Карл Гюїсманс (1848—1907, Франція)
- Марі Кореллі (1855—1924, Британія)
- Сологуб Федір Кузьмич (1863—1927, Росія)
- Мережковський Дмитро Сергійович (1865—1941, Росія)
- Зінаїда Гіппіус (1869—1945, Росія)
- Бальмонт Костянтин Дмитрович (1867—1942, Росія)
- Добролюбов Олександр Михайлович (1876—1945, Росія)
- Станіслав Пшибишевський (1868—1927, Польща)

## Декаданс і таланти

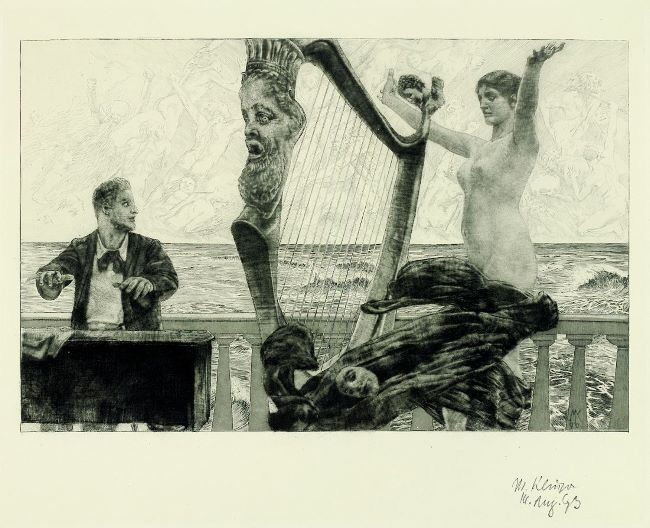
Макс Клінгер. До видання нот Брамс. Фантазія.

Декаданс, як мистецьке явище, був складним і насиченим протиріччями. Він так і не склався у єдину течію. Як зазначали критики, мистецтво декадансу ніяк не є мистецтвом енергії чи юності. Однак занепадницькі настрої, естетизм, аморалізм, стилізації і туга за так званими «золотими епохами» у минулому не виключали створення високохудожніх і талановитих творів. Невдоволення навколишньою дійсністю, «банальним прогресом», культом наживи вело до відкриття нових обріїв у культурі, у її формальних чи змістовних складових.
Твори декадента Оскара Вайлда високо поціновував Бернард Шоу (1856–1950), який не був декадентом і не мав особистої приязні до Вайлда.
Макс Клінгер зробив спробу підняти рівень своїх гравюр до високого рівня сучасної йому музики у нотних виданнях. І ці спроби були досить вдалими.
Надзвичайний індивідуалізм художньої манери Обрі Бердслі і здатність до віртуозних стилізацій зробили графічні твори художника шедеврами. Але їхній штучний характер лише підкреслює відірваність від натури.
Картини і графічні твори Врубеля вже наприкінці життя художника визнали зразковими.

## Джерело
- Літературознавчий словник-довідник за редакцією Р. Т. Гром'яка, Ю. І. Коваліва, В. І. Теремка. — К.: ВЦ «Академія», 2007